# Segundo García de la Sierra y Méndez
Segundo Garcia de Sierra y Méndez (* 28. Mai 1908 in San Martin de Mohías, Asturien; † 30. Oktober 1998) war ein spanischer Geistlicher, römisch-katholischer Bischof von Barbastro und Erzbischof von Burgos.

## Leben
Segundo Garcia de Sierra y Méndez empfing am 24. Juni 1931 das Sakrament der Priesterweihe und war danach als Priester in Oviedo tätig. Er wurde am 28. Juli 1954 als Nachfolger von Pedro Cantero Cuadrado zum Bischof von Barbastro ernannt. Dort empfing er am 14. November 1954 die Bischofsweihe durch den Apostolischen Nuntius in Spanien und Titularerzbischof von Synnada in Phrygia Ildebrando Antoniutti, an der der Erzbischof von Oviedo Francisco Javer Lauzurica y Torralba sowie der Bischof von Huelva Pedro Cantero Cuadrado als Co-Konsekratoren teilnahmen. Er wurde anschließend am 20. November 1959 zum Koadjutor-Erzbischof von Oviedo und Titularerzbischof von Parium ernannt, woraufhin Jaime Flores Martin zu seinem Nachfolger als Bischof von Barbastro berufen wurde. In dieser Zeit gehörte er während des Zweiten Vatikanischen Konzils in der ersten Sitzungsperiode (11. Oktober bis 8. Dezember 1962) sowie in der zweiten Sitzungsperiode (29. September bis 4. Dezember 1963) zu den Konzilsvätern.
Am 7. Oktober 1964 wurde García de la Sierra y Méndez schließlich als Nachfolger von Luciano Pérez Platero zum Erzbischof von Burgos ernannt und bekleidete dieses Amt bis zu seinem Rücktritt am 19. Oktober 1983, woraufhin Teodoro Cardenal Fernández zu seinem Nachfolger berufen wurde. Als solcher nahm er als Konzilsvater auch an der dritten Sitzungsperiode (14. September bis 21. November 1964) sowie der vierten Sitzungsperiode (14. September bis 8. Dezember 1965) des Zweiten Vatikanischen Konzils teil.
Während dieser Zeit nahm er als Co-Konsekrator an den Bischofsweihen von Teodoro Cardenal Fernández zum neuen Bischof von Osma-Soria sowie von Nicolás Antonio Castellanos Franco, OSA teil, der am 30. September 1978 zum Bischof von Palencia geweiht wurde.